# Anastasiya Sídorova
Anastasiya Sídorova –en ruso, Анастасия Сидорова– es una deportista rusa que compitió en gimnasia artística. Ganó una medalla de plata en el Campeonato Europeo de Gimnasia Artística de 2012, en la prueba por equipos.

## Palmarés internacional
| Campeonato Europeo | Campeonato Europeo  | Campeonato Europeo | Campeonato Europeo   |
| Año                | Lugar               | Medalla            | Prueba               |
| ------------------ | ------------------- | ------------------ | -------------------- |
| 2012               | Bruselas ( Bélgica) | Medalla de plata   | Concurso por equipos |